# Gran Premio Costa degli Etruschi
Gran Premio Costa degli Etruschi er et italiensk endagsløb i landevejscykling som er blevet arrangeret siden 1996. Løbet er kendt for sin dominans fra Alessandro Petacchi, som har vundet seks år i træk fra 2005 til 2010. Endagsløbet køres ved den etruskiske kyst i provinsen Livorno.

## Vindere
| - 2017 Diego Ulissi - 2016 Grega Bole - 2015 Manuel Belletti - 2014 Simone Ponzi - 2013 Michele Scarponi - 2012 Elia Viviani - 2011 Elia Viviani - 2010 Alessandro Petacchi - 2009 Alessandro Petacchi - 2008 Alessandro Petacchi - 2007 Alessandro Petacchi | - 2006 Alessandro Petacchi - 2005 Alessandro Petacchi - 2004 Jurij Metlusjenko - 2003 Jaan Kirsipuu - 2002 Jurij Metlusjenko - 2001 Fabio Sacchi - 2000 Mario Cipollini - 1999 Endrio Leoni - 1998 Mario Cipollini - 1997 Biagio Conte - 1996 Fabrizio Guidi |